# Thelypodiopsis ambigua
Thelypodiopsis ambigua är en korsblommig växtart som först beskrevs av Sereno Watson, och fick sitt nu gällande namn av Al-shehbaz. Thelypodiopsis ambigua ingår i släktet Thelypodiopsis och familjen korsblommiga växter.

## Underarter
Arten delas in i följande underarter:
- T. a. ambigua
- T. a. erecta